# Pia Toscano
Pia Ann Rose Toscano (n. 14 de octubre de 1988) es una cantante estadounidense de Howard Beach, Nueva York. Toscano obtuvo el noveno lugar en la décima temporada de American Idol. Considerada como una de las favoritas en la competencia, su eliminación fue un duro golpe para los jueces Randy Jackson, Jennifer López y Steven Tyler, todos los cuales estaban visiblemente molesto y vocalmente. Algunos espectadores y medios de comunicación describen la salida de Toscano como una de las eliminaciones más impactantes en la historia de American Idol.

## Primeros años
Toscano nació el 14 de octubre de 1988, de Jane yPat Toscano y se crio en Howard Beach, Nueva York. Su padre trabajaba como ejecutivo de una empresa. Ella es de ascendencia italiana. Ella comenzó a actuar en shows de talentos cuando tenía cuatro años, y del tiempo que ella tenía nueve años, había cantado en una iglesia local la producción de Jesus Christ Superstar. Toscano era la cantante oficial del Himno Nacional en su escuela secundaria, PS/MS 207, y canto en cada evento, incluyendo la graduación. Ella asistió a LaGuardia High School de las Artes Escénicas en Nueva York y se graduó en 2006.  
Toscano interpretó el Himno Nacional y "God Bless America" para los Brooklyn Cyclones, el equipo de los Mets de ligas menores, varias veces al año durante tres años. Además, Toscano fue la ganadora la competencia anual de los Mets de Nueva York "Buscar Himno" en 2008 y fue seleccionada para cantar el Himno Nacional en un partido de julio de 2008. Toscano también ha abierto para los Barenaked Ladies y tocó con Josh Groban en el Madison Square Garden.
Antes de Idol, Toscano trabajó como maquilladora de artista y como cantante de bodas en una banda llamada "Current Affair". Ella cita a sus influencias musicales como Mariah Carey, Whitney Houston, Celine Dion, Etta James, y Luther Vandross.

## American Idol
Toscano audicionó para Idol cuatro veces antes. Ella lo hizo a través de Hollywood en la temporada 6, pero no continuó más. En 2010, audicionó para la décima temporada de American Idol en East Rutherford, Nueva Jersey, y fue puesta a través de Hollywood, esta vez por lo que es hasta el Top 24. Toscano fue eliminada de la competencia el 7 de abril de 2011, terminando en noveno lugar.

### Interpretaciones y resultados
| Episodio              | Tema                                           | Canción elegida                   | Artista original  | Orden # | Resultado |
| --------------------- | ---------------------------------------------- | --------------------------------- | ----------------- | ------- | --------- |
| Audition              | Elección de la Audición                        | "Until You Come Back To Me"       | Stevie Wonder     | N/A     | Avanzo    |
| Hollywood             | Primer solo                                    | No salió al aire                  | N/A               | N/A     | Avanzo    |
| Hollywood             | Interpretación grupal                          | "Grenade"                         | Bruno Mars        | N/A     | Avanzo    |
| Hollywood             | Segundo solo                                   | No salió al aire                  | N/A               | N/A     | Avanzo    |
| Las Vegas Round       | Canciones de The Beatles Interpretación grupal | "Can't Buy Me Love"               | The Beatles       | N/A     | Avanzo    |
| Hollywood Round Final | Solo final                                     | "Doesn't Mean Anything"           | Alicia Keys       | N/A     | Avanzo    |
| Top 24 (12 mujeres)   | Elección Personal                              | "I'll Stand by You"               | The Pretenders    | 12      | Avanzo    |
| Top 13                | Su Idol Personal                               | "All by Myself"                   | Eric Carmen       | 5       | Salvada   |
| Top 12                | Año que tú naciste                             | "Where Do Broken Hearts Go"       | Whitney Houston   | 7       | Salvada   |
| Top 11                | Motown                                         | "All in Love Is Fair"             | Stevie Wonder     | 8       | Salvada   |
| Top 11                | Elton John                                     | "Don't Let the Sun Go Down on Me" | Elton John        | 4       | Salvada   |
| Top 9                 | Rock & Roll Hall of Fame                       | "River Deep – Mountain High"      | Ike & Tina Turner | 7       | Eliminada |

Notas
1. ↑  Debido a que los jueces salvaron uno de Casey Abrams, el Top 11 se mantuvo intacto durante una semana.

## Carrera musical

### 2011-presente: Primer álbum de estudio
Después de su eliminación, Toscano apareció en varios programas de entrevistas. Ella se presentó en The Tonight Show con Jay Leno el 8 de abril, Live with Regis and Kelly el 11 de abril, seguido por The Today Show el 12 de abril, y The Ellen DeGeneres Show el 14 de abril. Ella interpretó "I'll Stand by You" el 26 de abril de 2011 en un episodio de Dancing with the Stars. El 25 de mayo, Toscano apareció en Rachael Ray, junto con Stefano Langone y Pablo McDonald. Por otra parte, Toscano interpretó el Himno Nacional y "I'll Stand by You" en el Memorial Day Concert en Washington D. C. el 29 de mayo de 2011.
El verano siguiente, Toscano salió de gira con los American Idols LIVE! Tour 2011, que comenzó en West Valley City, Utah, el 6 de julio de 2011 y terminó en Manila, Filipinas el 20 de septiembre de 2011.
El 5 de julio de 2011, se anunció que Toscano ha firmado oficialmente con Interscope Records. Su sencillo debut titulado "This Time" se estrenó el 11 de julio y fue lanzado digitalmente el 13 de julio. Toscano interpretó el sencillo en So You Think You Can Dance el 4 de agosto, en Good Morning America el 12 de agosto, seguido por una presentación en Live with Regis and Kelly el 16 de agosto. Su álbum debut fue lanzado en el verano de 2012. Toscano ha trabajado con Rock Mafia en dos canciones tituladas "Counterfeit" y "Dreamgirl" para su próximo álbum.
Toscano está siendo representada por 19 Entertainment, junto a sus compañeros concursante de Idol Haley Reinhart y James Durbin.
El 11 de septiembre de 2011, Toscano interpretó "God Bless America" en los Mets de Nueva York y en el juego de Chicago Cubs. Por otra parte, Toscano interpretó "I'll Stand by You" y "This Time" en el desfile Columbus Day en Nueva York. Toscano interpretó el Himno Nacional en la Copa Sprint de NASCAR Championship en Miami, Florida el 20 de noviembre de 2011. Ella también interpretó el Himno Nacional para el juego 4 de la Conferencia Oeste NHL Semifinales, en Los Ángeles, el 6 de mayo de 2012.
Toscano grabó un dueto de "The Christmas Song" con Il Volo por su EP Christmas Favorites, que fue lanzado el 21 de noviembre de 2011.
El 27 de noviembre de 2011, Toscano apareció en So Random! de Disney, Donde cantó su nuevo sencillo "This Time".
Toscano también coescribió la canción "Wrecking Ball" con Steven Miller para Aubrey O'Day, que fue lanzado el 23 de abril de 2012.
En marzo de 2016 se da a conocer la canción que canta con el grupo de djs neerlandeses Vicetone llamada "Siren"
En febrero de 2024 canta "All by Myself", "Vivo per lei" y "Canto della terra" junto al maestro tenor Andrea Bocelli en el Festival de la Canción de Viña del Mar
En julio de 2024 Pía Toscano realiza sus primeros 2 conciertos como solista en Chile. Presentándose en el Teatro de Viña del Mar el 16 de Julio, y en Movistar Arena el 18 de Julio. Junto a artistas invitados como Andrés de León y Nico Ruiz. Acompañados de la orquesta SoundDreamsMusic de Chile. 

## Discografía

### Sencillos
| Año  | Sencillos   | Máxima posiciones | Álbum |
| Año  | Sencillos   | US                | Álbum |
| ---- | ----------- | ----------------- | ----- |
| 2011 | "This Time" | 104               | TBD   |

### Videos musical
| Año  | Video       |
| ---- | ----------- |
| 2011 | "This Time" |